# گمینا اوونژ
گمینا اوونژ (به لهستانی:  Gmina Ułęż) یک گمینا در لهستان است که در شهرستان رکی واقع شده‌است. گمینا اوونژ ۸۳٫۵۶ کیلومتر مربع مساحت و ۳٬۵۷۲ نفر جمعیت دارد.